# Coppa delle Coppe 1993-1994
La Coppa delle Coppe 1993-1994 è stata la 34ª edizione della seconda competizione calcistica continentale. Venne vinta dall'Arsenal nella finale contro il Parma.

## Formula
Le disgregazioni politiche post comuniste continuarono a fornire nuove nazioni partecipanti. I tre Paesi baltici, che già l'anno prima avevano disputato la Coppa Campioni, ebbero accesso anche a questa competizione. Come per la manifestazione maggiore, questo fu il primo anno per Bielorussia e Croazia. Diversamente invece dalla competizione regina, la particolare formula della Coppa di Cecoslovacchia, da sempre strutturata su una semplice finale fra una coppa ceca ed una slovacca, permise da subito una rappresentanza separata dei due paesi resisi pacificamente indipendenti fra loro.

## Turno preliminare
| Squadra 1        | Totale | Squadra 2     | Andata | Ritorno |
| ---------------- | ------ | ------------- | ------ | ------- |
| Karpaty          | 2 - 3  | Shelbourne    | 1 - 0  | 1 - 3   |
| RAF Jelgava      | 1 - 3  | HB Tórshavn   | 1 - 0  | 0 - 3   |
| Sliema Wanderers | 1 - 6  | Degerfors     | 1 - 3  | 0 - 3   |
| Bangor           | 2 - 3  | Apoel Nicosia | 1 - 1  | 1 - 2   |
| F91 Dudelange    | 1 - 7  | Maccabi Haifa | 0 - 1  | 1 - 6   |
| Valur            | 4 - 1  | MyPa          | 3 - 1  | 1 - 0   |
| Balzers          | 3 - 1  | Albpetrol     | 3 - 1  | 0 - 0   |
| Nikol Tallinn    | 1 - 8  | Lillestrøm    | 0 - 4  | 1 - 4   |
| VSS Košice       | 3 - 1  | Žalgiris      | 2 - 1  | 1 - 0   |
| Lugano           | 6 - 2  | Nëman         | 5 - 0  | 1 - 2   |
| Publikum Celje   | 0 - 1  | Odense BK     | 0 - 1  | 0 - 0   |

## Sedicesimi di finale
| Squadra 1        | Totale | Squadra 2           | Andata | Ritorno |
| ---------------- | ------ | ------------------- | ------ | ------- |
| Wacker Innsbruck | 5 - 1  | Ferencváros         | 3 - 0  | 2 - 1   |
| Real Madrid      | 6 - 1  | Lugano              | 3 - 0  | 3 - 1   |
| APOEL            | 0 - 3  | Paris Saint-Germain | 0 - 1  | 0 - 2   |
| FCU Craiova      | 7 - 0  | HB Tórshavn         | 4 - 0  | 3 - 0   |
| Lillestrøm       | 2 - 3  | Torino              | 0 - 2  | 2 - 1   |
| Valur            | 0 - 7  | Aberdeen            | 0 - 3  | 0 - 4   |
| Odense BK        | 2 - 3  | Arsenal             | 1 - 2  | 1 - 1   |
| Standard Liegi   | 8 - 3  | Cardiff City        | 5 - 2  | 3 - 1   |
| Benfica          | 2 - 1  | GKS Katowice        | 1 - 0  | 1 - 1   |
| CSKA Sofia       | 11 - 1 | Balzers             | 8 - 0  | 3 - 1   |
| Panathīnaïkos    | 5 - 1  | Shelbourne          | 3 - 0  | 2 - 1   |
| Bayer Leverkusen | 5 - 0  | Boby Brno           | 2 - 0  | 3 - 0   |
| Hajduk Spalato   | 1 - 6  | Ajax                | 1 - 0  | 0 - 6   |
| VSS Košice       | 2 - 3  | Beşiktaş            | 2 - 1  | 0 - 2   |
| Torpedo Mosca    | 2 - 3  | Maccabi Haifa       | 1 - 0  | 1 - 3   |
| Degerfors        | 1 - 4  | Parma               | 1 - 2  | 0 - 2   |

## Ottavi di finale
| Squadra 1           | Totale          | Squadra 2        | Andata | Ritorno |
| ------------------- | --------------- | ---------------- | ------ | ------- |
| Wacker Innsbruck    | 1 - 4           | Real Madrid      | 1 - 1  | 0 - 3   |
| Paris Saint-Germain | 6 - 0           | FCU Craiova      | 4 - 0  | 2 - 0   |
| Torino              | 5 - 3           | Aberdeen         | 3 - 2  | 2 - 1   |
| Arsenal             | 10 - 0          | Standard Liegi   | 3 - 0  | 7 - 0   |
| Benfica             | 6 - 2           | CSKA Sofia       | 3 - 1  | 3 - 1   |
| Panathīnaïkos       | 3 - 5           | Bayer Leverkusen | 1 - 4  | 2 - 1   |
| Ajax                | 6 - 1           | Beşiktaş         | 2 - 1  | 4 - 0   |
| Maccabi Haifa       | 1 - 1 (1-3 dtr) | Parma            | 0 - 1  | 1 - 0   |

## Quarti di finale
| Squadra 1   | Totale | Squadra 2           | Andata | Ritorno |
| ----------- | ------ | ------------------- | ------ | ------- |
| Real Madrid | 1 - 2  | Paris Saint-Germain | 0 - 1  | 1 - 1   |
| Torino      | 0 - 1  | Arsenal             | 0 - 0  | 0 - 1   |
| Benfica     | 5 - 5  | Bayer Leverkusen    | 1 - 1  | 4 - 4   |
| Ajax        | 0 - 2  | Parma               | 0 - 0  | 0 - 2   |

## Semifinali
| Squadra 1           | Totale | Squadra 2 | Andata | Ritorno |
| ------------------- | ------ | --------- | ------ | ------- |
| Paris Saint-Germain | 1 - 2  | Arsenal   | 1 - 1  | 0 - 1   |
| Benfica             | 2 - 2  | Parma     | 2 - 1  | 0 - 1   |

## Finale
| Arbitro: | Vaclav Krondl |

|           |           |  |
| Smith 20’ | Marcatori |  |

| Arsenal       |    |                    |  |     |
|               |    |                    |  |     |
| P             | 1  | David Seaman       |  |     |
| D             | 2  | Lee Dixon          |  |     |
| D             | 3  | Nigel Winterburn   |  |     |
| C             | 4  | Paul Vincent Davis |  |     |
| D             | 5  | Steve Bould        |  |     |
| D             | 6  | Tony Adams         |  |     |
| A             | 7  | Kevin Campbell     |  |     |
| C             | 8  | Steve Morrow       |  |     |
| A             | 9  | Alan Smith         |  |     |
| A             | 10 | Paul Merson        |  | 86’ |
| C             | 11 | Ian Selley         |  |     |
| Sostituzioni: |    |                    |  |     |
| C             | 14 | Eddie McGoldrick   |  | 86’ |
| Allenatore:   |    |                    |  |     |
| George Graham |    |                    |  |     |

| Parma         |    |                   |  |     |
|               |    |                   |  |     |
| P             | 1  | Luca Bucci        |  |     |
| D             | 2  | Antonio Benarrivo |  |     |
| D             | 3  | Alberto Di Chiara |  |     |
| D             | 4  | Lorenzo Minotti   |  |     |
| D             | 5  | Luigi Apolloni    |  |     |
| D             | 6  | Néstor Sensini    |  |     |
| C             | 7  | Tomas Brolin      |  |     |
| C             | 8  | Gabriele Pin      |  | 71’ |
| C             | 9  | Massimo Crippa    |  |     |
| A             | 10 | Gianfranco Zola   |  |     |
| A             | 11 | Faustino Asprilla |  |     |
| Sostituzioni: |    |                   |  |     |
| A             | 16 | Alessandro Melli  |  | 71’ |
| Allenatore:   |    |                   |  |     |
| Nevio Scala   |    |                   |  |     |

## Classifica marcatori
| Gol |  |  | Giocatore        | Squadra          |
| --- |  |  | ---------------- | ---------------- |
| 5   |  |  | Ulf Kirsten      | Bayer Leverkusen |
|     |  |  | Ivajlo Andonov   | CSKA Sofia       |
|     |  |  | Eoin Jess        | Aberdeen         |
|     |  |  | Alon Mizrahi     | Maccabi Haifa    |
| 4   |  |  | Ian Wright       | Arsenal          |
|     |  |  | Kevin Campbell   | Arsenal          |
|     |  |  | Manuel Rui Costa | Benfica          |
|     |  |  | Jari Litmanen    | Ajax             |
|     |  |  | Vanio Shishkov   | CSKA Sofia       |
|     |  |  | Ionel Gane       | FCU Craiova      |

N.B.
La classifica non tiene conto delle reti segnate nel turno preliminare.